# FC Lusitanos la Posa
Az FC Lusitanos andorrai labdarúgócsapat a fővárosból, Andorra la Vellából. Jelenleg az andorrai első osztályban szerepel, ahova az ezredforduló idényében jutott fel. A csapatot kizárólag portugál (luzitán) labdarúgók alkotják.
A klub történetének legnagyobb sikere, hogy 2002-ben elhódította a nemzeti kupát.

## Sikerei
- Andorrai labdarúgó-bajnokság (Primera Divisió)
  - Bronzérmes (1 alkalommal): 2011

- Andorrai kupa (Copa Constitució)
  - Győztes (1 alkalommal): 2002
  - Ezüstérmes (2 alkalommal): 2008, 2009

## Eredményei

### Bajnoki múlt
A Lusitanos a 2010–11-es szezonig összesen 11 bajnoki évet töltött az andorrai labdarúgó-bajnokság élvonalában.
| Idény   | Helyezés |
| ------- | -------- |
| 2000–01 | 5. hely  |
| 2001–02 | 5. hely  |
| 2002–03 | 5. hely  |
| 2003–04 | 6. hely  |
| 2004–05 | 6. hely  |
| 2005–06 | 4. hely  |

| Idény   | Helyezés |
| ------- | -------- |
| 2006–07 | 4. hely  |
| 2007–08 | 4. hely  |
| 2008–09 | 4. hely  |
| 2009–10 | 4. hely  |
| 2010–11 | 3. hely  |
| 2011–12 |          |

### Nemzetközi

#### Összesítve
| Kupa        | M | GY | D | V | LG–KG |
| ----------- | - | -- | - | - | ----- |
| Európa-liga | 2 | 0  | 0 | 2 | 0–11  |
| Összesen    | 2 | 0  | 0 | 2 | 0–11  |

#### Szezonális bontásban
| Idény     | Kupa        | Forduló         | Klub        | 1. mérk. | 2. mérk. | Össz. |
| --------- | ----------- | --------------- | ----------- | -------- | -------- | ----- |
| 2010–2011 | Európa-liga | 1. selejtezőkör | Rabotnicski | 0–5      | 0–6      | 0–11  |

Megjegyzés: Az eredmények minden esetben a Lusitanos szempontjából értendők, a dőlten írt mérkőzéseket hazai pályán játszotta.